# FemBio
FemBio Frauen-Biographieforschung e. V. ist ein gemeinnütziger Verein, der die FemBio-Datenbank mit über 30.000 biographischen Datensätzen bekannter Frauen bereitstellt. Von diesen sind über 11.000 online verfügbar.

## Geschichte
Die Datenbank wurde von Luise F. Pusch seit 1982 aufgebaut. FemBio wurde 2001 zunächst als Institut für Frauen-Biographieforschung von Luise F. Pusch in Hannover gegründet, das sich laut eigener Aussage, „der Aufklärung der Gesellschaft über ihre bessere Hälfte“ widmet. Seit 2004 ist FemBio ein gemeinnütziger Verein. Der Verein hat es sich zum Ziel gesetzt, die Wissenschaft, Forschung und die Werte der Kultur zu fördern, wobei der Schwerpunkt auf der internationalen Erforschung von Frauenbiografien liegt. Neben Pusch wirken oder wirkten 130 Autorinnen und sechs Autoren mit, darunter Susanne Amrain, Traude Bührmann, Doris Hermanns, Andrea C. Busch, Claudia Schmölders und Jürgen Zimmer.
Die Datenbank FemBio verfügt über 30.000 biografische Datensätze, von denen knapp ein Drittel online verfügbar ist. Mehr als 1700 Biografien bedeutender Frauen aus allen Epochen und Ländern sind online auffindbar und in zahlreiche Kategorien und Kriterien unterteilt. Die Biografien können unterschiedlich lang sein und umfassen oft ausführliche Beschreibungen von biographischen Ereignissen sowie Bildmaterialien und Zitate.